# Absalon (trein)
De Absalon was een Europese internationale trein op de Vogelfluglinie tussen Kopenhagen en Hamburg. De trein is genoemd naar Absalon, de stichter van Kopenhagen.

## EuroCity
De Absalon werd op 1 juni 2001 in het EuroCity net opgenomen. De opening van de Øresundsbron tussen Kopenhagen en Malmö, op 1 juli 2000, betekende voor het EuroCity verkeer dat de ochtendrit over de Vogelfluglinie, de EC Hamlet, niet meer uit Kopenhagen maar uit Malmö vertrok. De avondrit uit Hamburg, de EC Karen Blixen, reed 's avonds over de brug verder naar Malmö. Om toch voldoende zitplaatsen tussen Kopenhagen en Hamburg beschikbaar te houden werd, na bijna een jaar, het gat gevuld door de Absalon. De Absalon kreeg drie treinnummers EC 230 voor de rit van Kopenhagen naar Hamburg, EC 231 voor de rit van Hamburg naar Kopenhagen op maandag t/m zaterdag en EC 233 voor de zondagse rit naar Kopenhagen.

### Rollend Materieel
De dienst wordt gereden met IC/3 treinstellen van de Deense spoorwegen.

### Route en dienstregeling
| EC 230 | land       | station                 | km  | EC 231 | EC 233 |
| ------ | ---------- | ----------------------- | --- | ------ | ------ |
| 09:40  | Denemarken | København Hovedbanegård | 0   | 20:26  | 19:59  |
| 09:53  | Denemarken | Høje Taastrup           | 20  | 20:13  | 19:46  |
| 10:19  | Denemarken | Ringsted                | 54  | 19:50  | 19:24  |
| 10:33  | Denemarken | Naestved                | 91  | 19:30  | 19:07  |
| 11:12  | Denemarken | Nykøbing                | 147 | 18:30  | 18:30  |
| 11:35  | Denemarken | Rødby Færge             | 183 | 18:07  | 18:07  |
| 12:35  | Duitsland  | Puttgarden              | 202 | 17:10  | 17:10  |
| 11:36  | Duitsland  | Lübeck                  | 291 | 16:07  | 16:07  |
| 14:15  | Duitsland  | Hamburg Hbf             | 353 | 15:28  | 15:28  |

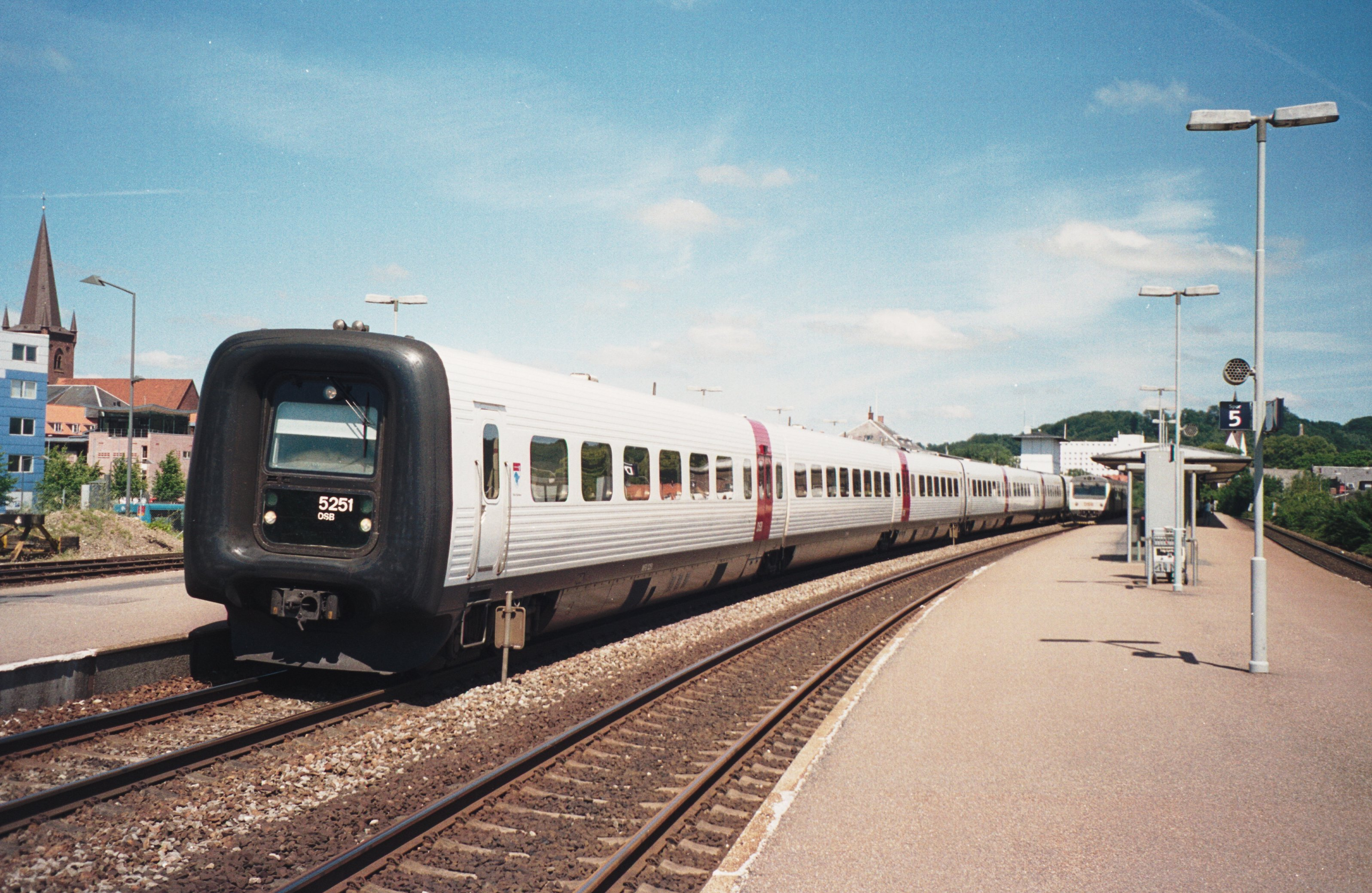
IC/3 van de DSB

Op 12 december 2004 vervielen de namen voor de Eurocities op de Vogelfluglinie en werd de dienst naamloos voortgezet.